# یواس‌سی‌جی‌سی آندروسکوگین (دبلیواچ‌ئی‌سی-۶۸)
یواس‌سی‌جی‌سی آندروسکوگین (دبلیواچ‌ئی‌سی-۶۸) (به انگلیسی: USCGC Androscoggin (WHEC-68)) یک کشتی بود که طول آن 254’oa; 245’bp بود.